# Ancylorhynchus senes
Ancylorhynchus senes là một loài ruồi trong họ Asilidae. Ancylorhynchus senes được Dufour miêu tả năm 1833. Loài này phân bố ở vùng Cổ Bắc giới.